# Clatrato

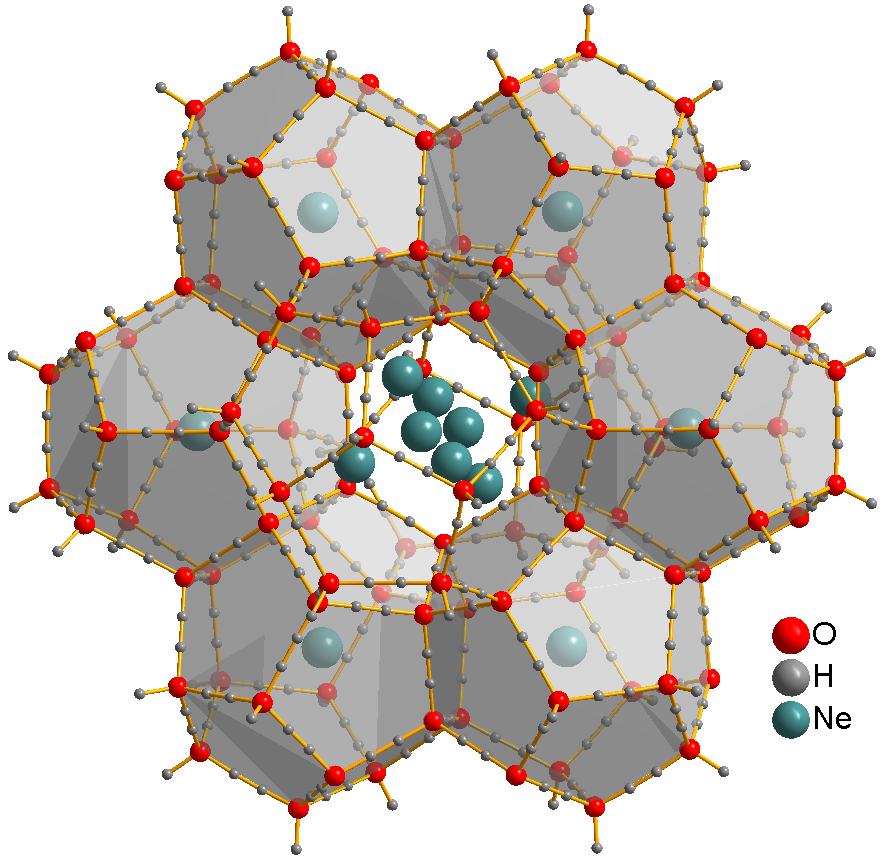
Hidrato de Neônio

Um Clatrato é um composto de inclusão, no qual moléculas de uma substância são confinadas em cavidades formadas pela molécula hospedeira, originando um  agregado supramolecular. 
A palavra clatrato tem origem no latim clathratus, significando cercado ou protegido por barras transversais de uma grade. Em tais compostos, um dos componentes possui uma estrutura cristalina contendo cavidades ou canais nos quais átomos ou moléculas de tamanho apropriado do outro componente estão presos: se a molécula for muito grande, não caberá na cavidade, se, ao contrário, for demasiado pequena, escapará da rede cristalina. A molécula presa é chamada de 'hóspede', enquanto a outra é a 'hospedeira'. Portanto clatratos são complexos hóspede-hospedeiro.
A complexação pode ocorrer tanto em solução quanto no estado sólido. Em ambos os casos, o retículo cristalino é mantido através de interações não-covalentes  entre as moléculas hospedeiras, como  ligações de hidrogênio, interações dipolo-dipolo, interações de van der Waals  e interações iônicas. A molécula hospedada costuma ser um composto apolar, que assim não deforma a cavidade e mantém a estabilidade do sistema. Para os convidados polares apenas cavidades pequenas são estáveis. Conforme a cavidade aumenta, a interação covalente entre hóspede-hospedeiro fica cada cada vez mais forte, ao ponto da molécula hóspede competir a posição com as moléculas que formam a rede cristalina.
A relevância ambiental de clatratos hidratados, soluções sólidas que possuem cavidades formadas por moléculas de água, se deve às suas propriedades únicas de armazenamento espontâneo de moléculas livres contidas no meio,tipicamente hidrocarbonetos de baixo peso molecular, dióxido de carbono, gases nobres e compostos fluorados, formando compostos sólidos estáveis a determinadas condições termodinâmicas. 

## História
Os clatratos são compostos estudados desde 1811, quando apareceu na literatura científica o primeiro relato de um composto de cloro e água, cuja composição nominal apenas seria determinada doze anos depois, por Michael Faraday, como sendo Cl2(H20)10. Em 1886, Mylius observou características interessantes e intrigantes nos compostos complexos formados pela hidroquinona com certas substâncias voláteis. Ele sugeriu que, de alguma maneira, as moléculas de um componente eram capazes de enclausurar as moléculas do segundo componente em uma posição específica, sem a necessidade de ligações químicas. O interesse por esse comportamento incomum foi revivido pelo trabalho de Palin e Powell que, mais de 60 anos depois, verificaram os resultados de Mylius por meio de estudos de raios-X. Powell, em 1948, propôs que os compostos fossem chamados de clatratos. A fórmula correta foi determinada como Cl2(H20)5.75' e o complexo foi descrito como uma rede tridimensional de grandes poliedros fundidos, incorporando canais e cavidades ocupados pelas "impurezas hóspedes ". Em 1965, os primeiros compostos clatratos de silício com sódio como hóspede foram sintetizados. 

## Classificação
Clatratos são formados em diferentes ambientes de pressão e temperatura, envolvendo diversas moléculas hóspede-hospedeiras. Dessa forma, clatratos são amplamente classificados como é apresentado abaixo:
• Clatratos formados em condições de alta pressão e temperatura
Fulerenos
• Clatratos formados em condições de baixa temperatura e alta pressão
Hidratos de gás
• Clatratos de condições normais de temperatura e pressão
Clatrina
• Clatratos formados em condições de temperatura moderadamente alta e baixa pressão
Zeólitos

## Aplicações
Algumas das presentes aplicações de clatratos estão listadas abaixo:
1. Aplicações médicas, como na ressonância magnética.
2. Estudo do foto-comportamento de moléculas orgânicas e inorgânicas, introduzindo-as como hóspedes em cavidades de clatratos.
3. Resolução de misturas racêmicas.
4. Os zeólitos podem remover poluentes atmosféricos e compostos orgânicos prejudiciais da água.
5. Como a formação do composto clatrato é baseada no tamanho molecular e não na semelhança química, ele pode ser utilizado na separação de moléculas quimicamente semelhantes, mas fisicamente diferentes. 
6. Utilização como materiais para supercondutividade (série Ba-Na-Si46). 